# Medieval Mayhem
Medieval Mayhem è un videogioco d'azione per Atari 2600.

## Modalità di gioco
In ogni angolo della schermata sono presenti quattro re, protetti da un castello di mattoni. L'obbiettivo è sconfiggere i re avversari aprendo una breccia sui loro castelli e colpendoli con una sfera di fuoco, che verrà lanciata nella schermata da un drago. Ogni re è dotato di uno scudo con cui deviare la sfera. Il gioco supporta il multiplayer fino a quattro giocatori; se i giocatori sono meno, i re in eccesso vengono controllati dal computer.

## Sviluppo
Medieval Mayhem è stato ideato da Darrell Spice Jr. e pubblicato dall'azienda SpiceWare nel 2006. David Vazquez e Erik Ehrling hanno collaborato alla grafica e alle mucsiche, rispettivamente. Il gioco è ispirato a Warlords, videogioco arcade del 1980 convertito l'anno successivo per Atari 2600 da Carla Meninsky.

## Accoglienza
Retro Gamer pubblicò una recensione molto positiva, dandogli come voto 90% e commentandolo come «estremamente divertente». Il sito The Video Game Critic lo votò "A+", e Allgame 4/5. Medieval Mayhem è inoltre spesso utilizzato in tornei di retrogaming.